# Nanohammus aberrans
Nanohammus aberrans är en skalbaggsart som först beskrevs av Charles Joseph Gahan 1894. Nanohammus aberrans ingår i släktet Nanohammus och familjen långhorningar.
Artens utbredningsområde är:
- Laos.
- Myanmar.

Inga underarter finns listade i Catalogue of Life.